# Wartan Minasjan
Wartan Razmik Minasjan (orm. Վարդան Ռազմիկի Մինասյան, ros. Вардан Размикович Минасян Wardan Razmikowicz Minasjan; 5 stycznia 1974 w Erywaniu) – ormiański piłkarz i trener piłkarski, jako zawodnik grał na pozycji pomocnika. W swojej karierze rozegrał 15 meczów w reprezentacji Armenii.

## Kariera klubowa
Karierę piłkarską Minasjan rozpoczął w klubie Zankezour Goris. W 1991 roku awansował do kadry pierwszego zespołu i wtedy też zadebiutował w nim we Wtorej Lidze ZSRR. Po utworzeniu ligi ormiańskiej w 1992 roku Minasjan przeszedł do klubu Homenetmen Erywań. Wraz z Homenetmenem (od 1995 roku występującym pod nazwą Pjunik) wywalczył trzy tytuły mistrza Armenii w latach 1992, 1996 i 1997. W 1996 roku zdobył też Puchar Armenii. W 1998 roku grał w klubie Erebuni Erywań.
Pod koniec 1998 roku Minasjan został zawodnikiem Lausanne Sports. W lidze szwajcarskiej rozegrał dwa mecze, a następnie przeszedł do rosyjskiego Łokomotiwu Sankt Petersburg, grającego w Pierwszej Dywizji. Grał tam przez dwa lata.
W 2001 roku Minasjan wrócił do Pjunika Erywań. W latach 2001, 2002 i 2003 wywalczył z nim trzy mistrzostwa Armenii. W 2002 roku zdobył też krajowy puchar. Pod koniec 2003 roku zakończył karierę piłkarską.
| Sezon   | Klub                       | Kraj       | Rozgrywki         | Mecze | Bramki |
| ------- | -------------------------- | ---------- | ----------------- | ----- | ------ |
| 1991    | Zankezour Goris            | ZSRR       | Wtoraja Liga      | 20    | 4      |
| 1992    | Homenetmen Erywań          | Armenia    | Bardzragujn chumb | 32    | 5      |
| 1993    | Homenetmen Erywań          | Armenia    | Bardzragujn chumb | 18    | 2      |
| 1994    | Homenetmen Erywań          | Armenia    | Bardzragujn chumb | 25    | 2      |
| 1995    | Homenetmen Erywań          | Armenia    | Bardzragujn chumb | 10    | 2      |
| 1995/96 | Pjunik Erywań              | Armenia    | Bardzragujn chumb | 19    | 6      |
| 1996/97 | Pjunik Erywań              | Armenia    | Bardzragujn chumb | 20    | 1      |
| 1997    | Pjunik Erywań              | Armenia    | Bardzragujn chumb | 17    | 4      |
| 1998    | Pjunik Erywań              | Armenia    | Bardzragujn chumb | 12    | 1      |
| 1998    | Erebuni Erywań             | Armenia    | Bardzragujn chumb | 6     | 2      |
| 1998/99 | Lausanne Sports            | Szwajcaria | Nationalliga A    | 2     | 0      |
| 1999    | Łokomotiw Sankt Petersburg | Rosja      | Pierwyj diwizion  | 27    | 2      |
| 2000    | Łokomotiw Sankt Petersburg | Rosja      | Pierwyj diwizion  | 9     | 0      |
| 2001    | Pjunik Erywań              | Armenia    | Bardzragujn chumb | 19    | 9      |
| 2002    | Pjunik Erywań              | Armenia    | Bardzragujn chumb | 18    | 12     |
| 2003    | Pjunik Erywań              | Armenia    | Bardzragujn chumb | 7     | 1      |

## Kariera reprezentacyjna
W reprezentacji Armenii Minasjan zadebiutował 20 czerwca 1996 roku w przegranym 0:4 towarzyskim meczu z Peru, rozegranym w Limie. W swojej karierze grał w: eliminacjach do MŚ 1998, do MŚ 2002 i do Euro 2004. Od 1996 do 2003 roku rozegrał w kadrze narodowej 15 meczów.
| Mecze i gole w reprezentacji | Mecze i gole w reprezentacji | Mecze i gole w reprezentacji | Mecze i gole w reprezentacji | Mecze i gole w reprezentacji | Mecze i gole w reprezentacji | Mecze i gole w reprezentacji |
| #                            | Data                         | Stadion                      | Rywal                        | Wynik                        | Gol                          | Rozgrywki                    |
| 1996                         | 1996                         | 1996                         | 1996                         | 1996                         | 1996                         | 1996                         |
| ---------------------------- | ---------------------------- | ---------------------------- | ---------------------------- | ---------------------------- | ---------------------------- | ---------------------------- |
| 1.                           | 20.06.1996                   | Lima, Peru                   | Peru                         | 0:4                          | 0                            | towarzyski                   |
| 2.                           | 25.06.1996                   | Asunción, Paragwaj           | Paragwaj                     | 2:1                          | 0                            | towarzyski                   |
| 3.                           | 30.06.1996                   | Portoviejo, Ekwador          | Ekwador                      | 0:3                          | 0                            | towarzyski                   |
| 4.                           | 31.08.1996                   | Erywań, Armenia              | Portugalia                   | 0:0                          | 0                            | el. MŚ 1998                  |
| 5.                           | 05.10.1996                   | Belfast, Irlandia Północna   | Irlandia Północna            | 1:1                          | 0                            | el. MŚ 1998                  |
| 6.                           | 09.10.1996                   | Erywań, Armenia              | Niemcy                       | 1:5                          | 0                            | el. MŚ 1998                  |
| 7.                           | 09.11.1996                   | Tirana, Albania              | Albania                      | 1:1                          | 0                            | el. MŚ 1998                  |
| 1997                         |                              |                              |                              |                              |                              |                              |
| 8.                           | 04.01.1997                   | Viña del Mar, Chile          | Chile                        | 0:7                          | 0                            | towarzyski                   |
| 9.                           | 06.01.1997                   | Asunción, Paragwaj           | Paragwaj                     | 0:2                          | 0                            | towarzyski                   |
| 10.                          | 11.10.1997                   | Erywań, Armenia              | Ukraina                      | 0:2                          | 0                            | el. MŚ 1998                  |
| 1998                         |                              |                              |                              |                              |                              |                              |
| 11.                          | 21.11.1998                   | Abowian, Armenia             | Estonia                      | 2:1                          | 0                            | towarzyski                   |
| 2000                         |                              |                              |                              |                              |                              |                              |
| 12.                          | 02.10.2000                   | Oslo, Norwegia               | Norwegia                     | 0:0                          | 0                            | el. MŚ 2002                  |
| 2002                         |                              |                              |                              |                              |                              |                              |
| 13.                          | 07.09.2002                   | Erywań, Armenia              | Ukraina                      | 2:2                          | 0                            | el. ME 2004                  |
| 14.                          | 16.10.2002                   | Ateny, Grecja                | Grecja                       | 0:2                          | 0                            | el. ME 2004                  |
| 2003                         |                              |                              |                              |                              |                              |                              |
| 15.                          | 02.04.2003                   | León, Hiszpania              | Hiszpania                    | 0:3                          | 0                            | el. ME 2004                  |

## Kariera trenerska
Po zakończeniu kariery piłkarskiej Minasjan został trenerem. W latach 2006–2009 pełnił funkcję asystenta trzech selekcjonerów reprezentacji Armenii: Iana Porterfielda, Toma Jonesa i Jana B. Poulsena. W kwietniu 2009 roku, po zwolnieniu Poulsena, Minasjan został tymczasowo selekcjonerem ormiańskiej kadry narodowej. W lutym 2010 podpisał kontrakt trenerski do 2012 roku. Prowadził Armenię w eliminacjach do Euro 2012.
W latach 2008–2011 Minasjan był też trenerem klubu Pjunik Erywań. W sezonach 2008/2009 i 2009/2010 klub ten wywalczył dwa tytuły mistrza kraju, a także zdobył dwa Puchary Armenii.
W kwietniu 2014 został szkoleniowcem Tobyłu Kostanaj.